# The xx
The xx — британская инди-поп-группа, образовавшаяся в 2005 году в Лондоне. Дебютный альбом группы xx получил высокие оценки музыкальных критиков и был номинирован на Mercury Prize, которую в итоге и получил 7 сентября 2010 года.

## История группы
На момент создания группы её участникам было по 20 лет, все они познакомились и учились вместе в лондонской средней школе Эллиота, в числе известных выпускников которой — Hot Chip, Burial и Four Tet. Группа попала на шестое место в списке The Future 50 List журнала NME.
Дебютный альбом группы, xx, вышел 17 августа 2009 года в Великобритании на лейбле Young Turks Records. Продюсировала альбом группа самостоятельно, микшированием занимались участник группы Джейми Смит и Родиэйд Макдональд. Группа гастролировала вместе с такими коллективами как The Big Pink и Micachu. Исполнители вокала, Роми Мэдли Крофт и Оливер Сим, оба являются представителями  секс-меньшинств, поэтому они протестовали против того, чтобы их исполнение трактовалось как «романтический дуэт».
Первый сингл с альбома, «Crystalised», фигурировал на британском iTunes, как «Сингл недели». Когда The xx стремительно стали набирать популярность, группу покинула гитаристка и клавишница Бария Куреши, объяснив свой уход усталостью и непомерно большим перечнем обязательств. Впервые Куреши пропустила концерт в октябре, заставив группу выступать как трио. Тогда The xx отменили часть европейских концертов, объявив, что Куреши нужен отпуск. Но после шести месяцев перерывов в концертной деятельности Куреши твёрдо решила уйти из группы.
В Британии дебютный альбом получил золотой статус, поднявшись сначала до 10-го, а после получения Mercury Prize и на 3-е место UK Singles Chart. Через пару недель в результате резко поднявшихся продаж альбом получил в Великобритании платиновый статус (продано 300 тысяч копий).
Второй альбом группы Coexist вышел 5 сентября 2012 года и возглавил британские чарты.
9 сентября 2012 года группа выступила на Бестивале (Bestival) и собрала на своём выступлении больше всего публики.
5 октября 2012 года с концерта в Ванкувере начался первый Северо-Американский тур группы, в ходе которого были даны концерты в США и Мексике. 23 июля 2013 года группа дала концерт в Москве в концертном зале Crocus City Hall.

## Дискография

### Альбомы
| Год  | Информация об альбоме           | Позиция в чарте | Позиция в чарте | Позиция в чарте | Позиция в чарте | Позиция в чарте | Позиция в чарте | Позиция в чарте | Позиция в чарте | Позиция в чарте | Позиция в чарте | Сертификации           |
| Год  | Информация об альбоме           | UK              | US              | AUS             | BEL             | BEL             | FRA             | GER             | IRE             | NZL             | SWE             | Сертификации           |
| ---- | ------------------------------- | --------------- | --------------- | --------------- | --------------- | --------------- | --------------- | --------------- | --------------- | --------------- | --------------- | ---------------------- |
| 2009 | xx - Формат: CD, Music download | 3               | 92              | 40              | 9               | 41              | 35              | 73              | 14              | 13              | 44              | UK: Платина US: Золото |
| 2012 | Coexist - Формат:               | 1               | 5               | 2               | 1               | 6               | 2               | 3               | 3               | 1               | 1               | UK: Золото             |
| 2017 | I See You - Формат:             |                 |                 |                 |                 |                 |                 |                 |                 |                 |                 |                        |

### Синглы
| Год  | Название                    | Позиция в чарте | Позиция в чарте | Позиция в чарте | Позиция в чарте | Позиция в чарте | Альбом |
| UK   | UK Indie                    | BEL (FL)        | FRA             | US Alt          |                 |                 |        |
| ---- | --------------------------- | --------------- | --------------- | --------------- | --------------- | --------------- | ------ |
| 2009 | «Crystalised»               | —               | —               | —               | —               | —               | xx     |
| 2009 | «Basic Space»               | —               | —               | —               | —               | —               | xx     |
| 2009 | «Islands»                   | —               | —               | —               | —               | —               | xx     |
| 2010 | «VCR»                       | 132             | 15              | —               | —               | —               | xx     |
| 2010 | «Islands» (переиздание)     | 34              | 3               | 16              | 90              | —               | xx     |
| 2010 | «Crystalised» (переиздание) | 1               | 14              | —               | —               | 37              | xx     |

### Клипы
- «Basic Space»
- «Crystalised»
- «VCR»
- «Islands»
- «Teardrops»
- «Infinity»
- «Heart Skipped A Beat»
- «Night Time»
- «Stars»
- «Shelter»
- «Chained»
- «Fiction»
- «On Hold»
- «Say Something Loving»
- «I Dare You»

### Демозаписи, каверы и ремиксы
- «Blood Red Moon»
- «Hot Like Fire» (Bonus CD)
- «Teardrops» (Bonus CD)
- «Do You Mind» (Bonus CD)
- «You’ve Got The Love» (Florence and The Machine remix)
- «Space Bass» (Jamie xx’s Basic Space remix)
- «Intro»